# Нолетти, Джильберто
Джильберто Нолетти (итал. Gilberto Noletti; 9 мая 1941, Кузано-Миланино, Ломбардия — 28 апреля 2024, Форли, Эмилия-Романья) — итальянский футболист, играл на позиции защитника.
Выступал, в частности, за «Милан», а также молодежную сборную Италии.
Обладатель Кубка Италии.
Умер 28 апреля 2024 года в Форли в возрасте 82 лет.

## Клубная карьера
Во взрослом футболе дебютировал в 1959 году выступлениями за «Милан», в которой провел два сезона, приняв участие лишь в 3 матчах чемпионата.
Впоследствии с 1961 по 1963 год играл на правах аренды в составе команд клубов «Лацио» и «Ювентус».
В состав «Милана» вернулся в 1963 году. На этот раз сыграл за «россонери» следующие четыре сезона своей игровой карьеры.
В течение 1967—1973 годов защищал цвета клубов «Сампдория», «Лекко», «Сорренто» и «Казертаны».
Завершил профессиональную игровую карьеру в клубе «Гроссето», за который выступал в течение 1973—1976 годов.

## Выступления за сборную
В течение 1959—1963 годов привлекался в состав молодежной сборной Италии. На молодёжном уровне сыграл в 16 официальных матчах. В составе сборной был участником футбольного турнира на Олимпийских играх 1960 года в Риме.

## Достижения
«Милан»
- Обладатель Кубка Италии: 1966/67